# 다쿠신칸
다쿠신칸(拓真館)은 일본 홋카이도 가미카와군 비에이정에 있는 사진 갤러리이다. 마에다 신조가 개설한 본인 사진의 갤러리로, 폐교한 비에이 정립 지요다 소학교 부지를 이용하고, 비에이의 협력을 얻어 개관했다. 또한 10,000 평에 달하는 부지는 본래의 자연과 재배한 부분을 구분하여 자작나무의 회랑과 라벤더 길 등이 있다.

## 역사
일본을 전역을 여행하던 마에다 신조가 1971년 비에이, 가미후라노의 언덕에 방문했다. 마에다는 이후에도 비에이에서 사진을 찍었다. 1977년 마에다 신조는 비에이에서 신성 미도리가오카에서 "보리가선열"을 촬영했다. 그러다 1978년 5월 타쿠신칸의 전신인 구 지요다 소학교를 방문했다.

## 사진

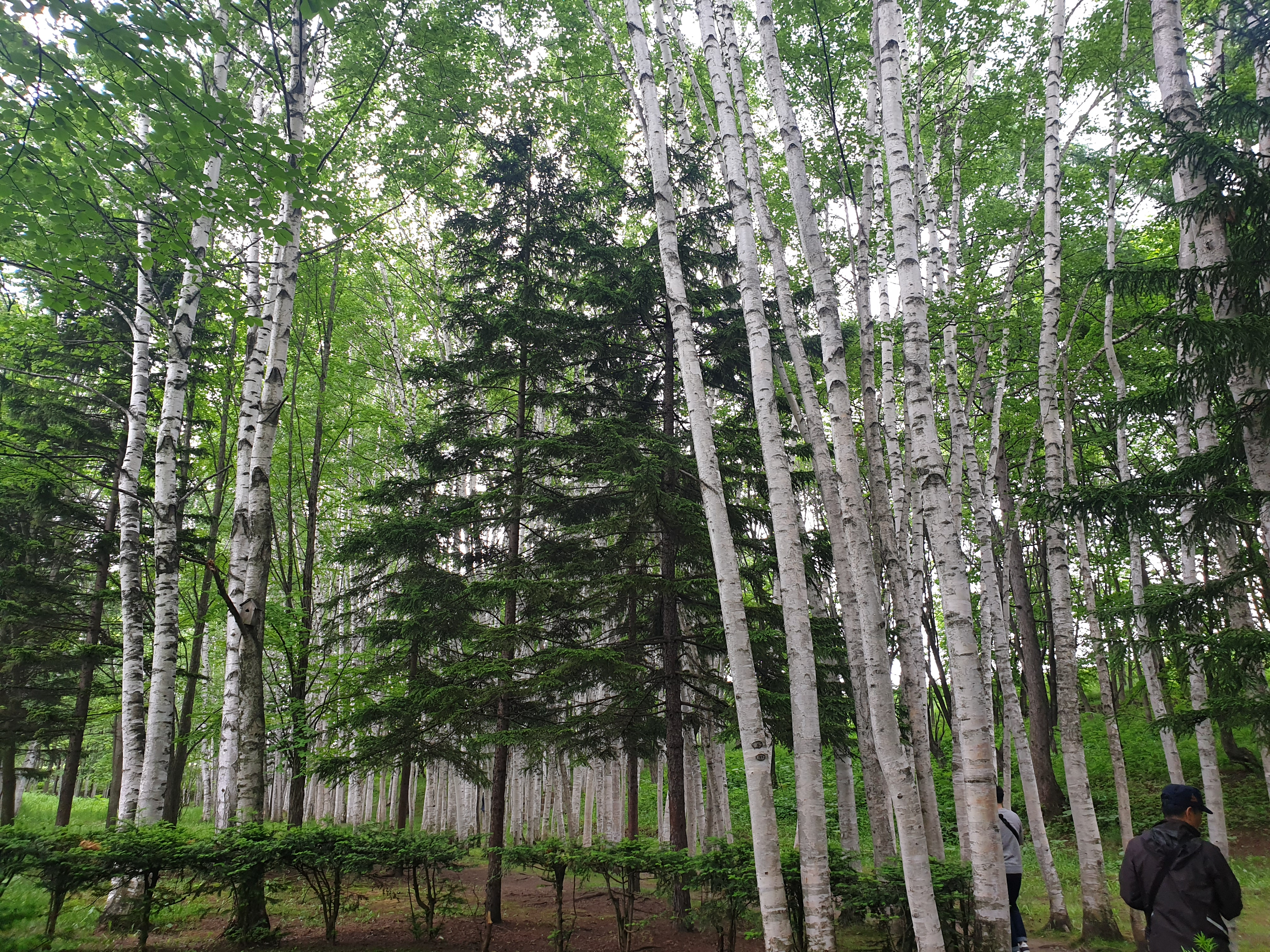
다쿠신칸 자작나무숲